# 트위치
트위치(영어: Twitch)는 비디오 게임 라이브 스트리밍 전용 인터넷 개인 방송 서비스이다. 미국 샌프란시스코를 본사로 두고 있으며 2011년 6월 6일부터 시작되었다. 2014년 7월 25일에는 구글이 약 10억 달러(한화 1조 200억원)에 인수를 검토 중이라고 보도되었으나 8월 25일 아마존닷컴이 9억 7,000만 달러를 모두 현금으로 지불하여 인수했다.
동영상 스트리밍 서비스에서 가장 인기 높은 콘텐츠 분야는 단연 비디오 게임이다. 게이머가 자신이 게임을 하는 영상을 생중계하고, 다른 이가 그것을 시청하며 댓글 등으로 방송에 적극적으로 참여하는 모습은 여타 콘텐츠들에 비해 높은 몰입감을 줬다. 본인의 게임 실력과는 관계없이 해당 게임을 속속들이 즐길 수도 있고, 혼자가 아니라 다 함께 즐기고 있는 느낌을 주기 때문이다. 이렇게 게임 중계방송은 청소년과 젊은층 사이에 하나의 문화로 자리 잡았다. 만 14세 이상만이 가입이 가능하다.

## 역사

### 설립과 초기성장(2007~2013)
2007년 저스틴 칸(Justin Kan)과 에밋 시어(Emett Sheer)에 의해 저스틴.tv(Justin.tv)가 출시되었을 때, 이 사이트에는 여러 카테코리에 따라 많은 콘텐츠가 생겼다. 그중 게임 카테고리는 특히 빠르게 성장했고, 저스틴.tv에서 가장 인기 있는 콘텐츠가 되었다. 2011년 6월, 이 회사는 저스틴.tv로부터 게임 컨텐츠를 분리하여 새로운 사이트 '트위치'를 개설했다. 트위치라는 이름은 '트위치 게임플레이(Twitch gameplay)'라는 용어에 영감을 받았다. 2011년 6월 6일 공식 베타 버전으로 출시되었고, 그 이후로 트위치는 한 달에 3,500만 명 이상의 접속자를 끌어 모았다. 트위치는 2013년 6월에 약 80명의 직원이 근무했으며, 2013년 12월까지 100명으로 증가했다. 트위치의 본사는 샌프란시스코의 금융 지구에 위치했다.
트위치는 2012년, 미화 1,500만 달러(본래 Justin.tv에 투자된 미화 700만 달러 이상), 2013년 미화 2000만 달러로 벤처 캐피털의 상당한 투자를 받아왔다. 2013년 말까지 세 차례에 걸쳐 자금을 조달하는 동안 투자자로는 Draper Associates, Besemmer Venture Partners 및 Thrive Capital이 있었다. 벤처펀딩의 유입과 더불어, 2013년 트위치의 수익성이 좋아졌다고 판단되었다.
특히 트위치는 2013년 초 직접적인 경쟁사인 Own3d.tv이 폐쇄된 이후 가장 인기 있는 e스포츠 스트리밍 서비스가 되면서 일부에서는 이 웹사이트가 '시장에서 거의 독점적'이라고 말했다. 유튜브나 데일리모션과 같은 경쟁력 있는 서비스는 트위치와 경쟁하기 위해 게임 콘텐츠의 인지도를 높이기 시작했지만, 그들의 영향력은 트위치보다 훨씬 적었다. 2013년 중반, 트위치 월간 시청자는 4300만 명이 넘고, 평균 시청자는 하루 1시간 반을 시청했다. 2014년 2월, 트위치는 넷플릭스, 구글, 애플에 이어 미국에서 네 번째로 큰 인터넷 트래픽 공급원이 되었다. 또한 미국 인터넷 트래픽의 1.8%를 차지했다.
2013년 말, 증가하는 시청률로 인해 트위치는 유럽에서 방송 지연과 낮은 프레임률에 문제가 있었다. 이후 트위치는 해당 지역에 새 서버를 추가했다. 또한 이러한 문제를 해결하기 위해 트위치는 이전 시스템보다 더 효율적인 새로운 비디오 시스템을 구현했다. 트위치의 비디오 시스템은 초기에 스트리머와 시청자의 상호 작용을 방해하면서 상당한 스트리밍 지연을 야기했기 때문에 사용자들로부터 비난을 받았다. 트위치 직원들은 지연 시간이 늘어난 것은 일시적인 것으로 보이며 당시에는 버퍼링 감소에 대한 적절한 절충이었다고 말했다.

### 성장과 유튜브의 인수합병 시도(2014)
2014년 2월 10일, 트위치의 모회사(Justin.tv, Inc.)는 트위치 인터랙티브(Twitch Interactive)로 개명되었으며, 이는 Justin.tv에 비해 회사의 주요 비즈니스로서 서비스가 점점 더 부각되고 있음을 반영한다. 같은 달, 트위치의 포켓몬스터 플레이(Twitch Plays Pokémon)로 알려진 스트리밍은 채팅 명령을 게임 컨트롤로 변환하는 시스템을 사용하여 포켓몬 레드를 플레이하려는 크라우드소싱 시도로 입소문을 탔다. 2월 17일까지, 이 채널은 총 650만 회 이상의 시청률을 기록했으며, 최소 10%의 참여율로 6~7만 명의 평균 동시 시청률을 기록했다. 매튜 디피에트로 마케팅 부사장은 "비디오 게임이 게임 제작자의 원래 의도를 훨씬 뛰어넘는 엔터테인먼트와 창의성을 위한 플랫폼이 되었는지를 보여주는 또 하나의 사례이다. 이 방송은 비디오 게임, 라이브 방송, 참여 경험을 통합함으로써 트위치 커뮤니티를 위해 만들어진 엔터테인먼트 하이브리드 커스텀을 만들었다. 이것은 우리가 미래를 내다보기를 원하는 멋진 증거이다." 라고 평가했다. 2014년판을 시작으로 트위치는 E3의 공식 라이브 스트리밍 플랫폼이 되었다.
2014년 5월 18일, 미국 엔터테인먼트 주간 잡지 버라이어티(Variety)는 구글이 유튜브 자회사를 통해 트위치를 약 10억 달러에 인수하는 예비 계약을 체결했다고 처음 보도했다.
2014년 8월 5일, 저스틴.tv는 트위치에 전적으로 자원을 집중해야 한다는 이유로 사이트 운영을 중단했다. 2014년 8월 6일, 트위치는 업데이트된 아카이브 시스템을 도입하여 채널을 통해 과거 방송의 하이라이트를 멀티플랫폼으로 액세스하고, 고품질 비디오, 향상된 서버 백업 기능을 제공했다. 또한, 과거 방송을 관리하고 유튜브로 내보낼 수 있도록 방송의 "하이라이트"를 저장하는 새로운 비디오 매니저 인터페이스를 도입했다. 기술적 한계와 자원의 한계로 인해, 새롭게 추가된 몇몇 시스템은 중단되었다. 기간 제한 없이 전체 방송을 보관하는 옵션("영구 저장")이 제거되었으며, 이는 최대 14일 또는 파트너 및 터보 가입자의 경우 60일 동안만 보존할 수 있게 되었다. 저장된 하이라이트는 무한정 보관할 수 있지만, 길이는 2시간으로 제한되었다. 또한 트위치는 스트리밍에서 저작권이 있는 노래를 감지하면 보관된 클립에서 오디오를 음소거하는 저작권 추적 시스템(copyright fingerprint system)을 도입했다.

### 아마존 자회사(2014~2022)
2014년 8월 25일 아마존은 트위치 인터랙티브를 9억 7천만 달러에 인수했다. 여러 매체는 구글의 스트리밍 사업 독점 우려와 기존 유튜브 소유로 인해 계약을 철회했다고 포브스가 보도하는 등 구글의 루머로 인해 아마존이 입찰에 응할 수 있게 되었다고 전했다. 인수는 2014년 9월 25일에 종결되었다. 인수 당시 지분 2%를 보유하고 있던 테이크투 인터랙티브는 2200만 달러의 횡재를 했다.
아마존에서는 시어(Emett Sheer)가 트위치 인터랙티브의 최고 경영자로 계속 활동했고, 2018년 1월 사라 클레멘스가 최고 운영 책임자로 임원에 추가되었다. 시어는 아마존 웹 서비스 플랫폼을 "매력적인" 거래의 측면으로 선전했고, 아마존이 "미디어의 큰 업체들과 관계를 구축했다"며, 특히 콘텐츠 라이선스 분야에서 서비스의 이점을 활용할 수 있다고 말했다. 트위치의 매수는 아마존이 세 번째로 비디오 게임 중심의 사업을 인수한 것으로, 아마존은 이전에 비디오 게임 개발 회사인 리플렉티브 엔터테인먼트와 더블 헬릭스 게임을 인수한 적이 있다.
2014년 12월 9일, 트위치는 e스포츠 팀인 Evil Genius와 Alliance를 소유한 단체인 굿게임 에이전시(GoodGame Agency)를 인수했다고 발표했다. 2015년 3월 트위치는 일부 트위치 사용자 정보에 대한 무단 액세스 권한을 누군가가 얻어 모든 사용자 암호를 재설정하고 외부 트위터 및 유튜브 계정에 대한 모든 연결을 비활성화했다.
2016년 6월 트위치는 "비트(Bits)"로 알려진 내부 화폐를 사용하여 마이크로트랜잭션으로 구매한 특별한 형태의 이모티콘인 "응원(Cheering)"이라는 새로운 기능을 추가했다. 비트는 아마존 페이먼트를 이용하여 구입하고, "응원"은 채널에 기부하는 역할을 한다. 사용자들은 또한 시청자들이 얼마나 많은 응원을 했는지에 따라 채널 내에서 배지를 얻는다.
2016년 8월 16일, 트위치는 온라인 비디오 게임 커뮤니티와 게임 지향 VoIP 소프트웨어의 운영자인 Curse, Inc.를 인수했다. 2016년 12월 굿게임 에이전시는 이해충돌 우려로 아마존에 의해 직원들을 해고시켰다. 2016년 9월 30일 트위치는 아마존 프라임 구독이 활성화된 사용자들에게 독점적인 프리미엄 기능을 제공하는 서비스인 트위치 프라임을 발표했다. 여기에는 광고 없는 스트리밍, 무료 애드온 콘텐츠의 월간 제공("Game Loot") 및 게임 할인이 포함되었다. 서비스에 포함된 게임은 에이펙스 레전드, 레전드 오브 룬테라, 피파 얼티밋 팀, 전략적 팀 전투, 모바일 레전드: 뱅뱅, 둠 이터널 등이었다.
2016년 12월 트위치는 자연어 처리와 머신러닝을 사용하여 이용자가 다시 보기를 원하지 않는 콘텐츠를 제외시키는 반자동 채팅 조절 툴(AutoMod)을 발표했다.
2017년 2월 트위치는 이 사이트의 브라우징 인터페이스 내에서 게임의 디지털 구매를 유도하는 디지털 배급 플랫폼인 트위치 게임 스토어를 발표했다. 스토어에 있는 게임을 스트리밍할 때, 제휴 채널은 게임을 구매 링크를 표시할 수 있으며, 대가로 5%의 수수료를 받을 수 있다. 또한 사용자는 구매 시마다 비트 및 랜덤 채팅 전자 메일 컬렉션을 포함한 "트위치 상자"를 받을 수 있다.
2017년 8월 트위치는 비디오 인덱싱 플랫폼 클립마인을 인수했다고 발표했다.
2018년 8월 20일, 트위치는 아마존 프라임 가입자들에게 더 이상 광고 제거 서비스를 제공하지 않을 것이라고 발표했으며, 이 특권은 별도의 "트위치 터보" 가입이나 개별 채널 가입이 필요하다. 이 특권은 2018년 9월 14일부터 신규 고객을 대상으로 했지만 2018년 10월 기존 고객을 대상으로 종료되었다.
2018년 10월 트위치는 방송사들이 아마존 제휴 링크를 통해 자신의 스트리밍과 연결된 제품을 디스플레이할 수 있게 해주는 새로운 확장 기능인 아마존 블랙스미스를 발표했다. 2018년 11월 27일, 트위치는 파트너가 원하는 만큼의 추가 매출을 올리지 못했으며, 아마존 블랙스미스와 같은 새로운 수익 기회를 창출하지 못했다는 이유로 게임 스토어 서비스를 중단했다. 서비스가 종료된 이후라도 이미 구입한 게임은 이용 가능하다.
트위치는 2019년 9월 인터넷 영화 데이터베이스(IMDB)와 유사한 기능을 가진 사용자 중심의 웹 사이트인 인터넷 게임 데이터베이스(IGDB)를 인수하여 비디오 게임의 세부 정보를 카탈로그로 만들었다. 트위치는 자체 내부 검색 기능을 개선하고 사용자가 관심 있는 게임을 찾을 수 있도록 데이터베이스 서비스를 이용하게 했다.
2019년 9월 26일 트위치는 새로운 로고와 업데이트된 사이트 디자인을 공개했다. 플랫폼의 커뮤니티 구성원들을 홍보하기 위한 새로운 광고 캠페인 "당신은 이미 우리 중 하나입니다"이 사이트 디자인에 포함되었다.
트위치는 2020년 5월 플랫폼을 위해 중용, 일과 삶의 균형, 소외된 지역사회의 이익보호를 위한 가이드라인을 개발하고자 스트리머, 학계, 싱크탱크로 구성된 안전자문위원회를 도입했다.
2020년 8월, 트위치 프라임은 프라임 게이밍(Prime Gaming)으로 개명하여 아마존 프라임 서비스 제품군과 더 밀접하게 제휴했다.

### 대한민국 서비스 종료 및 철수(2024)
2024년 2월 27일, 망 사용료와 관련된 이슈로 인해 한국시장에서 서비스 종료 및 철수하기로 결정했다.

## 콘텐츠 및 시청자
트위치는 e스포츠 대회, 개인 플레이어 스트리밍, 게임 관련 토크쇼 등 콘텐츠용 플랫폼으로 설계됐다. 많은 방송이 라이브로 진행된다. 트위치 홈페이지는 현재 시청률을 기준으로 게임을 표시하고 있다. 일반적인 시청자는 남성과 18세에서 34세 사이이다. 2018년 6월 트위치에서 스트리밍된 가장 인기 있는 게임은 포트나이트, 리그 오브 레전드, 도타2, 배틀그라운드, 하스스톤, 오버워치, 카운터-스트라이크: 글로벌 오펜시브으로 총 3억 5천 6백만 시간 이상을 시청했다.
트위치는 2013년 7월 샌디에고 코믹콘에서 '페스터즈 페스트'의 공연을 스트리밍했고, 2014년 7월 30일 일렉트로닉 댄서 스티브 아오키가 이비자의 나이트클럽에서 라이브 공연을 하는 등 게임 외 콘텐츠로도 확장했다. 2015년 1월 트위치는 라디오 쇼와 음악 제작 활동 등 음악 스트리밍 공식 카테고리를 선보였고, 2015년 3월에는 마이애미에서 열리는 일렉트로닉 음악 축제인 울트라 뮤직 페스티벌의 새로운 공식 라이브 스트리밍 파트너가 될 것이라고 발표했다.
2015년 10월 28일, 트위치는 두 번째 비게임 카테고리인 "Creative"를 출시했는데, 이는 예술적이고 창의적인 작품의 창조를 보여주는 스트리밍을 위한 것이다. 출시를 홍보하기 위해, 트위치는 밥 로스의 The Joy of Painting을 8일동안 방송했다. 2016년 7월 트위치는 '소셜 먹방'을 베타 버전으로 출시했는데, 이는 먹방과 한국 선수들이 게임 스트림의 중간 휴식기로 연습에 임하는 한국의 현상으로부터 영감을 받았다.
2017년 3월, 트위치는 IRL(In Real Life) 카테고리를 추가했는데, IRL 카테고리는 트위치 가이드라인 내 콘텐츠용으로 설계되었으며, 이는 사이트의 다른 설정된 카테고리(라이프 로그 등)에 속하지 않는다.

### 사용자
트위치는 만 14세 이하의 어린이들이 서비스를 이용하지 못하도록 한다. 또한, 14세 이상이지만 미성년자(18세 미만)은 부모 또는 그 밖의 이용약관 준수에 동의하는 법정후견인의 감독 또는 허가 하에 서비스를 이용할 수 있다.

### 이모티콘
트위치에는 트위치에서만 사용할 수 있는 이모티콘이 있다. 모든 사용자를 위한 무료 이모티콘, 터보 사용자를 위한 이모티콘, 트위치 프라임 사용자를 위한 이모티콘, 트위치 파트너 또는 제휴사에 가입한 사용자를 위한 이모티콘 등이 있다. 2015년 10월 기준으로, 카파라는 사람의 얼굴이 트위치에서 가장 많이 사용되는 이모티콘이다. 트위치 제휴 방송사들은 채널당 최대 50개의 이모티콘까지 더 많은 가입자를 확보함에 따라 더 많은 이모티콘을 제공할 수 있다.
2021년 1월 6일, 트위치는 2018년 플랫폼에서 세 번째로 많이 사용되고, 주로 충격과 기쁨을 표현하는 포그 샴페인(PogChamp)을 제거했다고 발표했다. 이번 결정은 지난 2021년 미국 국회의사당 시위대 사망 사건이 발생한 당시 시민들의 불안을 진정시키기 위해 이모티콘으로 사용된 스트리머 라이언 '구택스' 구티에레즈(Ryan "Gootecks" Gutierrez)의 말에 따른 것이다. 트위치는 이후 24시간마다 새로운 포그 샴페인 이모티콘이 있을 것이라고 발표했다. 2월 12일, 트위치 시청자들은 코모도 하이프(KomodoHype)를 새로운 영구적인 포그 샴페인 이모티콘으로 선출했다.

### e스포츠
ESL 토너먼트는 2009년부터 저스틴.tv의 서비스 종료 이후 트위치에서 방영되었다. 트위치는 또한 에볼루션 챔피언십 시리즈를 오랜 기간 방송해왔다.
트위치는 2012년부터 리그 오브 레전드 월드 챔피언십의 공식 방송사이며, 라이엇 게임즈가 주관하는 다른 리그 오브 레전드 토너먼트도 주관하고 있다.
도타2의 첫 번째 대회인 "더 인터내셔널"은 2013년부터 트위치에서 라이브 스트리밍을 했다.
2016년부터 사이오닉스가 주관하는 로켓 리그 토너먼트를 방송한다. E리그는 2016년부터 트위치를 통해 이벤트도 중계하고 있다.
블리자드 엔터테인먼트는 2017년 6월 트위치와 블리자드 e스포츠 대회 단독 스트리밍 방송사로 2년 계약을 체결했으며, 트위치 프라임 산하 시청자들은 다양한 블리자드 게임에서 특별한 보상을 받았다. 트위치는 2018년 오버워치 리그의 스트리밍 파트너로 계약을 맺었으며, 이 사이트는 또한 오버워치 전용 콘텐츠와 이모티콘, 게임 내 아이템을 갖춘 '올액세스 패스'를 제공한다. 그러나 블리자드는 2020년에 경쟁 플랫폼 유튜브로 전환했다.
E3 2018 포트나이트 프로암, 2019 포트나이트 월드컵 등 포트나이트 배틀로얄 대회는 2017년 출시 이후 트위치를 통해 방송되고 왔다.
NBA 2K 리그는 2018년 창단 이후 트위치에서 라이브 스트리밍 되었다.
코로나 19 전.염병으로 인해 전 세계의 모터스포츠 대회가 중단되면서, 여러 시리즈가 실제 프로 드라이버와 함께 심 레이싱(sim racing) 대회를 시작했다. 몇몇 시리즈들은 Formula One과 IMSA와 같이 트위치에서 공식 방송을 했다. eNASCAR iRacing Pro Invitational Series와 INDYCAR iRacing Challenge 레이싱 선수들뿐만 아니라 많은 레이싱 선수들이 트위치에서도 라이브 스트리밍 했다.

### 프로 스포츠
2017년 12월, 전국 농구 협회는 12월 15일부터 트위치에서 NBA G 리그 경기를 스트리밍할 것이라고 발표했다. 2018년 4월, 트위치는 아마존 프라임 비디오와의 새로운 스트리밍 계약의 일환으로 내셔널 풋볼 리그 목요일 밤 축구 경기(Thursday Night Football)를 11번 방영할 것이라고 발표했다. 2017년 시즌 동안, 이러한 스트리밍은 아마존 프라임 가입자들만 독점했다.
2019년 1월, 프로레슬링 경기 중 임팩트 레슬링은 미국 케이블 채널 Persuit Channel (프로레슬링의 모회사인 앤섬 스포츠 & 엔터테인먼트와 공동 소유)에서 텔레비전 방송과 동시에 주간 프로그램 "Impact!"를 트위치에서 스트리밍할 것이라고 발표했다.
2019년 9월 5일, 내셔널 위민스 하키 리그는 트위치와 3년 간의 중계권 계약을 발표했다. 이번 계약에는 선수들과의 수익분담을 위한 NHWL 선수협회와의 협약도 담겨 있었으며, NHWL이 권리금을 받은 것은 이번이 처음이다. 내셔널 위민스 사커 리그는 2020년 3월 트위치가 미국과 캐나다에서 시즌당 24경기를 스트리밍하고, 오리지널 콘텐츠와 협업하며, 미국과 캐나다 이외의 모든 경기에서 법적 권리를 소유할 수 있도록 하는 3년 계약을 발표했다.
2020년 6월 20일, 프라임 비디오의 리그 지역 방송 권리의 연장선상에서, 2019-20 시즌의 모든 잔여 경기(코로나 19로 인한 경기 재개와 비공개로 진행되는 경기)를 방송할 계획이며, 몇몇 방송은 무료로, 트위치가 영국 내에서 4개의 프리미어 리그 축구 경기의 패키지를 스트리밍할 것이라고 발표되었다.
2020년 7월 16일, 미국의 라디오 방송인 엔터컴(Entercom)은 트위치 채널에서 라디오 시장의 주요 스포츠 토크 방송국 프로그램의 비디오 시뮬레이션을 스트리밍하기 위한 제휴를 발표했다. 2020년 7월 22일, 트위치는 공식적으로 스포츠 카테고리를 시작했고, 스포츠 리그와 트위치 팀의 경기가 콘텐츠의 주를 이루었다.

### 기부
게임즈 던 퀵(Games Done Quick)은 트위치에서 2년마다 열리는 자선 달리기 대회이다. 트위치의 채널들은 종종 자선 사업을 홍보하고 모금하는 스트리밍을 진행한다. 2013년까지 웹사이트는 엑스트라 라이프 2013과 같은 자선 활동을 위해 총 8백만 달러 이상의 기부금을 모금하는 행사를 주최했다. 2017년 현재 트위치는 자선 활동을 위해 7천 5백만 달러 이상의 기부금을 모금했다. 트위치의 가장 큰 자선 행사는 아드리앙 누가렛과 알렉산드르 두차리가 만든 프랑스 프로젝트인 Zevent로, 2020년 10월 국제사면위원회(Amness International)를 위해 미화 690만 달러 이상이 모금됐다.

## 특징
트위치의 가장 큰 특징은 게임 전문 채널이다. 채널 운영자가 자신의 채널에서 게임을 하는 모습을 보여주는 것이 주된 형태이며, 때로는 게임 대회의 모습을 보여주기도 한다. 사실 트위치가 최초의 게임 방송은 아니다. 세계 최초로 게임 전문 채널을 연 방송국은 한국의 케이블방송 온게임넷이다. 하지만 트위치는 세계 최초로 게임을 전문으로 하는 인터넷 동영상 스트리밍 플랫폼이다. 인터넷방송에서 다양하게 나타나는 여러 콘텐츠 중 오로지 게임에만 집중해 전문성과 차별성을 도모했으며, 게이머들을 위한 새로운 소통의 장과 인터넷을 통한 콘텐츠 생산소로서의 역할을 하고 있다.
트위치는 개인 채널을 보유한 ‘스트리머’들에 의해 방송이 운영된다. 유튜브의 ‘크리에이터’, 아프리카TV의 ‘BJ(Broadcasting Jockey · 개인 방송 운영자)’와 동일한 개념으로 생각하면 된다. 스트리머들은 본인의 방송 채널에서 원하는 게임과 원하는 방송 테마로 영상을 송출할 수 있다. 다만 개인 방송 채널을 갖기까지 여타 플랫폼에 비해 다소 절차가 복잡한 편이다. 스트리머가 되길 원하는 사람은 ‘OBS’, ‘XSplit’ 같은 서드파트 클라이언트들을 내려받고 각종 설정 작업을 거쳐야 한다. 이밖에도 ‘마인크래프트’처럼 특정 게임에서 자체적으로 트위치 방송을 지원하는 시스템으로 방송을 진행할 수도 있다. 스트리머는 다시 공식 파트너 스트리머와 일반 스트리머로 구분된다. 공식 파트너 스트리머는 두 가지 경로로 될 수 있다. 트위치에서 직접 영입하거나, 일주일에 최소 3회의 정규 방송과 일정 수준 이상의 평균 동시접속 시청자를 보유한 스트리머가 신청을 통해 선정되는 방법이다.
파트너 스트리머들의 수익 구조는 다른 동영상 플랫폼 운영과 크게 다르지 않다. 특이한 점은 ‘구독 시스템’이다. 시청자가 스트리머를 구독하면 건당 4.99달러가 스트리머에게 지급된다. 시청자가 구독을 하게 되면 특정 아이콘과 이모티콘을 사용할 수 있을 뿐만 아니라 구독자 전용 채팅의 특혜를 얻을 수 있다. 스트리머와 시청자 모두 수익과 혜택을 취할 수 있는 구조다. 이 밖의 수익은 광고와 후원 시스템이 있다. 파트너 스트리머가 아닌 일반 스트리머에게는 후원 시스템만 적용된다.
또한 스트리머가 방송이 끝나면 방송을 하는 다른 스트리머에게 시청자들을 보내준다. 이것을 호스팅이라고 한다.
1080P 초고화질 영상을 끊김 없이 무료로 시청할 수 있다. 시청자는 자신의 PC와 인터넷 상태에 따라 자유롭게 해상도를 설정할 수 있으며 스트리머가 진행하는 방송의 시청인원에도 제한이 없기 때문에 언제든 원하는 스트리머의 방송을 찾아가 즐길 수 있다.
아프리카tv의 별풍선 개념인 ‘후원’을 통한 스트리머와 시청자 간의 소통이 활발하다. 트위치 시청자는 방송을 보다 스트리머에게 자유롭게 후원 금액을 보낼 수 있는데 이때 후원을 받은 스트리머는 170개 이상의 이모티콘을 활용해 특별한 이펙트를 만들어 감사를 표할 수 있고 심지어 유튜브 영상 혹은 녹음 파일까지 스트리머와 함께 공유할 수 있다는 장점이 있다.

## 경쟁 서비스와의 차별점
페이스북은 자체적인 비디오 게임 스트리밍 허브를 시작했다. 페이스북은 트위치, 믹서 등 인기 플랫폼과 직접 경쟁한다. 그것은 비디오 콘텐츠의 목적지가 되기 위한 소셜 미디어 사이트의 지속적인 노력의 일환이다. 이 서비스는 개인 이용자들이 누구를 따르는지부터 스트림을 제안하고 페이스북이 선택한 콘텐츠를 강조한다. 3,400명의 플레이어는 알 수 없음: Facebook.gg에 배틀그라운드를 쓰고 2,800명의 사람들이 포트나이트를 스트리밍하고 있다.
이와는 대조적으로, 트위치 분석 사이트 설리그놈의 지표에 따르면, 포트나이트는 트위치를 가장 많이 스트리밍한 게임으로 꾸준히 지배하고 있다. 그것은 페이스북과 잘 확립된 트위치에 대해 약간 다른 청중들을 가리킨다. 젊은 게이머들은 배틀그라운드보다 포트나이트 게임을 더 많이 할 가능성이 높기 때문에, 배틀그라운드가 현재 domin에서 지배하고 있다는 사실은 플랫폼의 관객들이 더 나이가 많다는 것을 보여주는 초기 지표다. 트위치가 제휴한 스팸피쉬에 따르면 페이스북은 젊은 층을 목표로 삼기를 원할 것이라고 한다.
"지금 스트리밍에 엄청난 돈이 있다."고 그는 말한다. "비디오 게임 스트리머들은 한 시간에 평균 30분에서 40분 정도 보기 때문에 매우 활발한 공동체를 가지고 있다. "누군가가 의자에 앉도록 하기에는 많은 시간이 소요되며, 그것은 그들에게 광고를 할 수 있는 좋은 기회다." 젊은 관객들은 광고주들에게 가장 소중하고, 게임 관객들은 그 시장에서 상당한 부분을 조각할 수 있다. "페이스북은 15세에서 30세의 남성들을 원한다. 왜냐하면 그들은 모든 종류의 물건에 돈을 쓰기 때문이다"라고 스팸피쉬는 말한다. "그래서 그게 트위치가 제공하는 겁니다. 그것은 매우 왜곡된 남성 인구통계학이다. 나는 37살이고 노인으로 보인다. 그것은 젊은이의 게임이다."
비디오 게임 콘텐츠에 대한 이러한 추진은 페이스북을 위한 새로운 모험이 아니다. 그것은 트위치의 파트너 프로그램의 자체 버전인 게이밍 크리에이터 파일럿 프로그램을 시작했다. 트위치 파트너 프로그램은 세계에서 가장 인기 있는 스트림러들에게 독점적인 권리를 주고 그 대가로 그들에게 서비스의 광고 수입의 일부를 지불한다. 페이스북의 시범 프로그램은 시청자 팁 통과 같은 스트림 전송 옵션을 제공함으로써 트위치와 유튜브로부터 스트리밍을 유인하려고 시도했다. 새로운 허브는 다음 단계로, 트위치의 혼잡한 플랫폼에서 자신의 목소리를 내는 것을 어렵게 여길 지도 모르는 스트리머들에게 더 많은 발견 가능성을 제공한다.
그것은 페이스북의 비디오 게임 스트리머들을 자신만의 랜딩 페이지로 만들어주는데, 이것은 시청자들이 뉴스 공급의 혼란으로부터 새로운 콘텐츠를 훨씬 더 쉽게 발견할 수 있게 해준다. 하지만 페이스북의 게임 콘텐츠 탐색은 훨씬 더 멀리 거슬러 올라간다.
지난 2016년 블리자드와 페이스북 라이브로 오버워치 스트리밍 계약을 체결한 뒤 올해 초 모바일 인스턴트 게임 플랫폼을 라이브 스트리밍으로 강화했다. 또한 도타2와 카운터스트라이크고 e스포츠를 중계하기 위해 ESL과 제휴했다. "나는 페이스북이 비디오 게임 스트리밍을 할 수 있는 청중이 있다고 생각한다." 라고 스팸피쉬가 말했다. "이것은 정말 큰 일이며, 일단 여러분이 누군가와 즉시 소통할 수 있는 사람을 즐겁게 하는 것을 경험해보면, 그것은 시청자로서 매우 매력적이다.
마치 개미와 12월에 테이크어웨이(take away)를 발표하는 것과 같다. 하지만, 스팸피쉬는 당분간 트위치를 고수할 수 있어서 행복하다. "만약 내가 게임 스트림을 보는 것에 관심이 있다면, 나는 페이스북에서 그것을 하고 싶지 않다. "내 본명으로 로그인해야 해야한다. 채팅 인터페이스는 좋지 않다. 트위치는 이제 6년, 7년, 8년 동안 향상되어 정말 좋은 비디오 게임 라이브스트림 웹사이트가 되었다. 나는 왜 페이스북이 그렇게 했는지 확실히 알 수 있다. 여기가 오락이 진행되는 곳이다."

## 콘텐츠 조정 및 제한

### 저작권이 있는 콘텐츠
2014년 8월 6일, 트위치는 트위치에서 수요가 있는 모든 비디오는 콘텐츠 보호 회사인 Audible Magic이 제공하는 소프트웨어를 사용하여 음악 저작권을 보호하게 되었다고 발표했다. 만약 저작권으로 보호되는 음악(특히 게임 외부의 사용자가 재생하는 노래)이 감지되면 비디오의 30분 분량의 소리가 음소거된다. 라이브 방송은 이러한 필터의 적용을 받지 않는다. 트위치는 스트리머들이 사용할 수 있도록 로열티 없는 음악들을 제공했고, 2015년 1월 말에 확장되었다. 오디오 필터링 시스템은 일반적인 변화를 둘러싼 커뮤니케이션 부족과 함께 사용자들 사이에서 논란이 되었다. 에밋 시어는 자신의 직원이 "망했다"며 "변화에 대한 사전 경고를 제공했어야 한다"고 인정했으며 트위치는 생방송에서 오디오 필터링을 시행하는 것을 "전혀 의도하지 않았다"고 말했다.
2020년 6월 트위치는 2017년부터 2019년까지 저작권이 있는 음악을 담은 '클립'(사용자가 캡처할 수 있는 스트리밍의 짧은 부분)과 1년 된 VOD를 겨냥한 DMCA 테이크다운 공지를 대거 받았다. 트위치는 이 조치에 응했고 시청자들을 상대로 다수의 저작권 제재를 가했다. 관련 스트리머들은 저작권이 있는 자료가 포함되어 있지 않은지 확실하지 않으면 모든 VOD와 클립을 제거해야 한다고 통보받았다. 이는 이전 컨텐츠의 손실뿐만 아니라 컨텐츠를 검토하거나 신속하게 삭제하지 못하여 실행가능성에 대한 우려에 따른 중대한 반발을 불러일으켰다. 스트리머가 만든 콘텐츠가 삭제된 곳에서도 시청자가 만든 동영상에 제재가 이어지고 있다는 불만도 나왔다.
2020년 9월 15일, 트위치는 프랑스 공연 협회 SACM과 라이선스 계약을 체결하여 작곡가와 유통사가 프랑스에서 그들의 음악이 스트리밍될 때마다 로열티를 징수할 수 있도록 했다. 트위치는 이미 미국 ASCAP, BMI, SESAC, Global Music Rights와 라이선스 계약을 맺었다.
이러한 문제를 해결하고 트위치에 음악 기반 콘텐츠의 성장을 기반으로 하기 위해, 트위치는 2020년 9월에 "사운트트랙"이라고 알려진 확장자를 도입했는데, 이 확장자는 장르 기반 재생목록과 함께 저작권이 없는 음악을 재생한다. 스트리밍과 함께 녹음되지 않으며, 출시 당시 24개의 음악 배급사 및 독립 음반사와 계약을 맺었다. 미국 공연 권리와 음악 협회의 단체는 트위치가 기계 및 동기화 라이선스 지불을 피하기 위해 사운드트랙을 디자인했다고 비난했는데, 트위치는 이를 옹호했다.

### 성인 콘텐츠
트위치 사용자는 다른 지역에서의 기준과 관계없이 미국에서 "어른 전용"(AO)으로 평가된 게임과 "전반적인 성적 내용" 또는 "추상적인 폭력" 또는 타사 서비스의 이용 약관을 위반하는 모든 게임을 스트리밍할 수 없다.
트위치는 또한 등급에 관계없이 특정 게임의 스트리밍을 명시적으로 금지했다; 여기에는 BMX XXX, 에로 비주얼 노벨 게임(예: Dramatical Murder), 후니팝, 린스 앤 리핏, 세컨드 라이프, 얀데레 시뮬레이터 등이 포함된다. 얀데레 시뮬레이터의 금지에 대해서 이 게임의 개발자인 얀데레 데브는 비판했다. 그는 트위치가 '모탈 컴뱃 X', '그랜드 테프트 오토', '더 위쳐 3' 등 비슷하게 과도한 성적 또는 폭력적 콘텐츠를 가진 다른 게임을 금지하지 않았기 때문에 아무런 설명 없이 임의로 게임을 골라내고 있다고 말했다.

### 혐오적 표현과 폭력
2018년 2월 트위치는 허용 가능 콘텐츠에 대한 정책을 업데이트하여 혐오와 관련된 모든 콘텐츠를 플랫폼에서 중단하도록 지시했다.
2020년 6월, 많은 여성들이 성희롱 및 괴롭힘과 관련된 트위치의 몇몇 스트리머들의 다른 서비스들에 대한 고소를 진행했다. 트위치는 보고된 모든 사건을 검토하고 어떠한 수사 노력에도 적극적으로 참여하며 법 집행을 준수할 것이라고 말했다. 그러나 트위치 서비스의 몇몇 인기 스트리머들은 플랫폼이 피고인을 평가하고, 사건을 예방하고, 미래에 다른 사람들을 보호하기 위해 더 많은 일을 할 수 있다고 믿었고, 2020년 6월 24일을 트위치를 통해 어떠한 콘텐츠도 스트리밍하지 않고 트위치 블랙아웃 데이를 시행했다. 2020년 6월 24일 저녁, 트위치는 조사를 마친 후 피고인들의 계정에 대해 몇 가지 금지령을 내렸고, 블로그 게시물에서 추가 세부 사항을 법 집행에 전달할 것이라고 밝혔다.
트위치는 2020년 6월 29일 도널드 트럼프 대통령의 선거운동에 속하는 계정을 일시 정지시켰다. 트위치는 정지의 이유로 "혐오 행위는 허용되지 않는다"고 밝혔다.
트위치는 소외된 서비스 사용자를 더 잘 보호하기 위해 2021년 1월 22일부터 시행되는 폭력 및 혐오 콘텐츠에 대한 새로운 정책을 2020년 12월에 발표했다. 트위치는 새 정책이 더 엄격하지만 여기에는 전면 금지보다는 일시적으로 채널을 차단하는 등 모든 케이스를 포괄할 수 있는 해결책이나 처벌이 더 많이 포함된다고 말했다. 새로운 규칙에는 '인종차별적 이모티콘'에 대한 금지가 포함되어 있지만, 그러한 이모티콘의 목록은 아직 명확하지 않다.
새 정책에는 성적 모욕으로 간주되는 단어를 금지하는 내용이 포함됐다. 트위치는 이러한 용어 사용에 대한 제재가 다른 사용자의 괴롭힘에 사용되는 경우에만 적용됨을 명확히 했다.
2020년 12월 4일 트위치는 시각장애인에게 불쾌감을 줄 수 있다는 우려로 '블라인드 플레이 스루(blind playthrough)' 태그를 제거했다. 중립적인 레이블에 대한 대안으로 "첫 번째 플레이 스루(irst playthrough"), "발견되지 않음"(undiscovered), "스포일러 없음(no spoilers)"을 제시했다.

## 인터넷 검열

### 중화인민공화국 접속 차단
2018년 9월 20일부터 트위치의 웹 사이트는 중화인민공화국에서 접근이 불가능해졌고 트위치 애플리케이션은 현지의 모든 앱 스토어에서 삭제되었다. 트위치는 차단되고 있다는 것을 확인했지만 당국이 제한을 부과한 이유는 밝히지 않았다. 이 서비스는 중화인민공화국 게이머들 사이에서 큰 인기를 얻은 직후에 중단되었다.
스트리밍 서비스는 지난 몇 개월 동안 중화인민공화국에서 큰 인기를 얻고 있었다. 많은 열렬한 게이머들이 2018년 8월 말에 자카르타의 아시안 게임에서 열리는 eSports 경기를 시청하기 위해 몰려 들었다. 게임은 중국의 국영 매체에서 방송되지 않아 많은 사람들이 게임 토너먼트를 보기 위해 트위치를 사용해야했다.
트위치가 왜 막혔는지 설명하기 위해 중화인민공화국 당국은 공식 성명서를 발표하지 않았다. 중화인민공화국은 민감한 주제에 대해 경찰이 이야기하고 사람들이 할 수 있는 일을 제한하고 온라인으로 볼 수있는 포괄적 인 온라인 검열 시스템을 운영한다. Twitch에 대한 액세스 차단은 중화인민공화국 소셜 미디어를 통해 기록되었다. 많은 지역의 게이머와 시청자는 해당 지역에서 갑자기 사이트를 사용할 수 없다고 보고했다. 주말까지 트위치는 완전히 차단되었다.

## 제휴사와 제휴 프로그램
2011년 7월, 트위치는 2015년 8월 기준으로 11,000명 이상의 회원을 확보한 파트너 프로그램을 시작했다.
YouTube와 같은 다른 비디오 사이트의 파트너 프로그램과 유사하게, 파트너 프로그램은 인기 있는 콘텐츠 제작자들이 스트리밍으로부터 얻는 광고 수익을 공유할 수 있도록 한다. 또한 트위치 사용자들은 매달 4.99달러의 가격으로 파트너 스트리머의 채널에 가입할 수 있으며, 종종 사용자에게 고유한 이모티콘, 라이브 채팅 권한 및 기타 다양한 특전에 대한 액세스를 제공한다. 4.99달러 채널 구독료 중 2.49달러를 트위치가 가져가고, 나머지 2.50달러는 파트너 스트리머에게로 간다. 예외조항이 있었지만, 트위치는 앞서 예비 파트너들이 '평균 동시 시청자 500명 이상'는 물론 일주일에 최소 3일 이상 일관된 스트리밍 일정을 가질 것을 요구했다. 그러나, '성과' 기능이 출시된 이후, 스트림의 동시 시청률, 지속시간, 빈도에 대한 추적 가능한 목표를 가진 보다 명확한 규정을 세웠다.
트위치는 2017년 4월 소규모 채널도 수익을 낼 수 있는 '계열사 프로그램(Affiliate Program)'을 출시하며, 다가격 가입 계층에 대한 채널 접근을 허용하겠다고 밝혔다. 이 프로그램의 참가자들은 트위치 파트너의 모든 이점을 얻지는 못하지만 일부 이점을 얻을 수 있다. 스트리머는 트위치에서 직접 구매할 수 있는 비트로 "응원(cheering)"을 통해 수익을 올릴 수 있다. 제휴사는 또한 트위치 구독 기능을 이용할 수 있으며, 파트너가 이용할 수 있는 모든 기능과 최대 5개의 가입자 이모티콘을 사용할 수 있다. 2019년 9월, 이 서비스는 계열사들의 광고 수익의 일부를 받게 될 것이라고 발표했다.
트위치의 광고는 많은 파트너가 담당해 왔다. 2011년 트위치는 퓨처 US와 독점 계약을 맺었다. 2012년 4월 17일, 트위치는 CBS 인터랙티브가 광고, 홍보, 스폰서를 독점적으로 판매할 수 있는 권리를 주는 계약을 발표했다. 2013년 6월 5일, 트위치는 CBS 인터랙티브의 광고 판매 역할을 맡은 새로운 사내 광고 판매 팀인 트위치 미디어 그룹을 결성했다.

## 플랫폼 서포트
트위치 최고경영자(CEO) 에밋 시어는 "사람들이 비디오를 보는 모든 플랫폼"에 서고 싶다고 밝히며 다양한 플랫폼을 지원하고자 한다고 밝혔다. 트위치 스트리밍 앱은 안드로이드와 iOS를 포함한 모바일 장치와 비디오 게임 콘솔, 플레이스테이션 5, 플레이스테이션 4, 플레이스테이션 3, 엑스박스 시리즈 X/S, 엑스박스 360 비디오 게임 콘솔에도 사용할 수 있다.
사용자는 EA의 오리진 소프트웨어, 유비소프트의 유플레이 또는 밸브스팀 같은 플랫폼을 통해 OBS와 같은 독립 실행형 소프트웨어를 사용하여 윈도우, 맥 또는 리눅스 운영 체제에서 트위치로 스트리밍할 수 있다. 이브 온라인, 플래닛 사이드 2 그리고 콜 오브 듀티와 같은 게임들도 트위치에 직접 연결된다. 2013년, 트위치는 개발자가 트위치 스트리밍을 소프트웨어에 통합할 수 있도록 소프트웨어 개발 키트를 출시했다.

## 트위치 콘
트위치콘(TwitchCon)은 트위치와 비디오 게임 스트리밍 문화를 위해 2년마다 열리는 팬 컨벤션이다. 2015년 9월 25일부터 9월 26일까지 샌프란시스코 모스콘 센터에서 첫 번째 행사가 열렸다. 트위치콘은 시작된 이래로 매년 열리는 행사가 되었다. 두 번째 트위치 콘은 2016년 9월 30일부터 10월 2일까지 샌디에이고 컨벤션 센터에서 열렸다. 세 번째 트위치 콘은 2017년 10월 20일부터 22일까지 롱비치 컨벤션 및 엔터테인먼트 센터의 롱비치에서 열렸다. 네 번째 트위치 콘은 2018년 10월 26일부터 10월 28일까지 캘리포니아주 산호세에 있는 산호세 맥에너리 컨벤션 센터에서 열렸다. 2019년 트위치콘은 해외로 진출하여 2019년 4월 베를린에서 첫 유럽 이벤트를 개최했으며, 2019년 11월 샌디에이고에서 북미 이벤트와 함께 개최했다. 트위치콘은 2020년 5월 암스테르담에서 행사를 개최할 계획이었으나, 코로나 19로 인해 취소되었다. 또 다른 트위치콘 행사는 2020년 9월 샌디에이고에서 계획되었으나, 코로나 19로 인해 취소되었다.

## 논란

### 사행성 방송 방치
아마존 자회사 인터넷방송플랫폼 트위치가 한국 정부 사행성 방지 협조 요청을 무시한 것으로 확인됐다. 글로벌 업체가 규제 사각지대에서 돈벌이를 하고 있다는 지적이 나온다. 사감위는 11월 네이버, 카카오, 아프리카TV, 판도라TV, 유튜브, 트위치 등에 회의 참석과 협조 요청을 했다. 대부분 요청에 응했지만 트위치는 참석하지 않았다. 사감위는 트위치 국내 법무대리를 맡은 '김앤장'을 통해 한 번, 미국 본사에 메일로 한 번 공식 협조 요청을 했다. 사감위 관계자는 “법무대리인을 통해 한국 사무소는 해당 정책에 결정권이 없다는 답변을 받고 본사에도 협조 요청을 보냈지만 회신을 받지 못했다”고 말했다.

### 음원 등 저작권 무시
아프리카TV, 카카오TV의 경우 음원협회들과 사용계약을 맺어 LIVE, VOD에서 음원을 사용 가능하다. 하지만 트위치는 그러한 계약이 없음에도 불구, 음원은 물론이고 심지어 뮤비가 재생이 되어 엄연한 저작권법 위반이다. 더구나 트위치에는 해외 영화는 물론 국내 드라마까지 실시간으로 상영되고 있다. 지난 17일 오후에 접속한 트위치에는 국내 드라마인 ‘육룡이 나르샤’가 재생되고 있었다. 이러한 영상들을 회원가입도 안 한 상태에서 저작권을 무시하고 볼 수 있다는 점이 더 큰 문제다.

### 음란 방송
트위치는 해외 포르노 영상이 실시간으로 상영되고 있었다. 여성의 음부 노출은 물론 실제 성행위를 하는 영상이 그대로 방치되고 있는 것을 어렵지 않게 확인할 수 있었다. 특히 문제는 회원 가입이나 로그인 과정이 없다보니 성인물 영상이 그대로 청소년들에게 전달되고 있는 것이다.

### 후원 무제한
후원하는 금액이 제한 없이 무제한이다. 유튜브가 1일 한도 50만원, 아프리카TV가 1일 한도 100만원인 것과 비교된다. 트위치의 무제한성은 꾸준히 제도권 내에서도 비판이 일고 있다. 아프리카TV 등 국내 사업자들이 BJ(비디오자키)에 대한 후원한도를 하루 3000만원에서 지난 6월 1일부터 100만원으로 축소해 적용하고 있는 것과는 대조적이다. 국내 사업자들에게 적용되는 엄격한 잣대가 해외 사업자들에겐 '딴나라 얘기'처럼 들리는 형국이다. 아마존의 ‘트위치TV’와 트위터 ‘페리스코프’ 등 일부 글로벌 기업의 동영상 플랫폼은 자율규제 대상에서 빠졌다는 점이 한계로 거론된다.

### 공정거래 위원회 규제 회피
가격에 부가가치세를 포함해야 하는 규정, 결제 과정에서 미성년자가 결제한 경우 부모님이 취소 가능함을 고지하는 규정을 지키지 않았지만 제재를 회피했다. 최근 제재는 회피했으나 규정은 적용했다.

### 트위치코리아갑질 논란
트위치에서 활동하는 인터넷 방송인 뜨뜨뜨뜨와 릴카가 시청자 수를 조작하는 뷰봇을 사용했다는 근거 없는 이유로 영구정지를 당하면서 트위치의 무단 영구정지 약관이 논란이 되기 시작했다. 이에 뜨뜨뜨뜨와 릴카는 중재 신청을 나섰고, 트위치의 미국 본사는 이 둘의 정지를 풀어줄 것을 트위치코리아에 요구했으나 트위치코리아는 이를 외면하고 있다. 이로 인해 아프리카TV 갑질 논란 이후 한국 지사도 설립하고 한국 지사를 법인으로 바꾸면서 한국 시장에 공략을 나선 트위치는 불공정한 약관으로 돈벌이에만 급급하다는 비판을 받고 있다. 결국 2020년 4월 19일 공정거래위원회가 트위치 측에 무단 영구정지 약관 등 5개의 불공정 약관에 대하여 시정조치를 권고했다. 한편, 과거 아프리카TV 갑질 논란으로 인해 아프리카TV의 많은 인터넷 방송인들이 트위치를 비롯한 다른 플랫폼으로 이적했던 것과는 달리 이 사건으로 인해 트위치를 떠나 다른 플랫폼으로 이적한 트위치의 인터넷 방송인들은 상대적으로 적었는데, 이는 아프리카TV로 가기에는 과거 아프리카TV 갑질에 대한 부정적인 인식이 크고, 유튜브로 가기에는 유튜브의 생방송 기능이 부실하며, 카카오TV로 가기에는 다음카카오가 카카오TV를 제대로 관리하지 않는 등 트위치를 대체할 만한 마땅한 플랫폼이 없기 때문이라고 추측된다.
2022년 봄 뜨뜨뜨뜨와 릴카의 영구정지는 풀렸으며 릴카는 트위치로 이적했고 뜨뜨뜨뜨는 트위치 방송은 하지 않는 중이다.

### 대한민국 지역 720P 화질 제한 및 VOD시청 중단
2022년 9월 30일부터 트위치는 대한민국 지역에서만 화질을 720P(1280 × 720)로 낮췄다. 트위치는 대한민국 지역에서만 화질을 720P로 낮춘 이유에 대해 대한민국 내 서비스 비용 증가로 인해 운영을 유지하기 위해서는 새로운 해결책이 필요하다는 입장을 밝혔으며, 트위치가 화질을 낮춘 이유는 대한민국에 진출해 있는 넷플릭스, 유튜브 등 해외 동영상 관련 서비스들의 망 사용료 납부를 의무화하는 법안을 제정하는 것과 관련이 있다는 이야기가 나오고 있다. 2022년 12월 13일부터는 한국지역에서만 VOD시청 및 검색이 중단되었다.

### 성희롱 논란
2023년 4월 26일 트위치에서 활동하는 "히요 쇼코"라는 스트리머가 다른 여성 스트리머에게 디스코드 친구를 받아달라며 친근하게 접근하여 성희롱하는 사건이 일어났다. 그리고 다른 작가가 만든 저작권 무단 사용한 사실이 밝혀졌다.

### 새로운 가이드라인 발표 논란
- 2023년 6월 7일 타 스트리밍 서비스의 동시송출을 금지했고, 스트리머들의 광고마저 금지하는 가이드라인을 발표했으나,[193]다수의 스트리머와 시청자가 반대를 하자 하루만에 가이드라인을 취소했다.[194] 아직도 한국에서 서비스하 트위치 인터넷 플랫폼이라는 여러 문제가 있어 시청자와 스트리머의 불만은 여전한 상태이다.
- 2023년 10월 새로운 동시송출 허용과 광고를 할 수 있게 가이드라인이 수정되었다.[195]

## 전망
트위치는 지사 설립과 대표 선임 등을 본격화하며 점점 커져가는 한국 시장 잡기에 나서는 것으로 보인다. 트위치에 따르면 한국 스트리밍 시장은 2016년에 비해 지난해 269% 성장을 거듭했다. 이는 1년 동안 3배가 성장한 것이다. 2018년 초 에멧 쉬어 트위치 전문경영인(CEO)는 "한국 시청자 한 명당 1개월 총 시청시간은 평균 402분"이라며 "매일 트위치의 방송을 시청하는 한국 이용자는 약 50만명"이라고 말했다.
2018년 4월 앱 분석 업체 와이즈앱이 발표한 자료에 따르면 트위치는 2016년 2월 기준 월 사용자(MAU)가 15만명에 불과했으나, 2018년 2월에는 121만 명으로 2년 만에 월 사용자가 8배 증가하는 성장세를 보였다. 이처럼 크게 성장하고 있는 한국 시장을 겨냥하는 트위치의 전략은 '크리에이터 퍼스트'다. 한국 지사 역시 크리에이터인 파트너를 지원하는 것이 주된 업무다.
다만 단순한 지원 업무에 그치는 것은 아니라는 게 회사 측 설명이다. 한국 지사는 파트너 크리에이터의 어려움을 해결해주는 업무 등을 넘어 파트너 크리에이터들이 서로 네트워크를 형성할 수 있는 온·오프라인 이벤트를 마련하는 일 등에도 적극적으로 나서고 있다. 실제 트위치는 2016년부터 매년 한 번씩 하스스톤' 퀴즈쇼 '도전! 돌든벨' 등을 개최해오고 있다. 2017년 말에는 48시간 연속 게임 스트리밍으로 기부금을 마련하는 '배틀런' 행사를 비롯해 올 5월에는 플레이엑스포에서 스트리밍쇼 라이브 시즌2를 진행하는 등 다양한 이벤트를 펼치는 중이다.
트위치 관계자는 "한국 트위치 스트리머들은 게임을 대하는 자세가 매우 진지하고, 재능 또한 다양하다"며 "시청자와의 상호 소통 또한 활발하고 몰입도도 높아 단순한 스트리밍을 넘어서 게임사들과의 협업 사례도 늘어나고 있다"고 설명했다. 아울러 "해외 게임사나 광고주들이 한국 마케팅을 할 때 트위치 스트리머들을 활용하는 경우도 늘어나고 있다"며 "트위치는 크리에이터 퍼스트(Creator First)라는 가치 아래 스트리머들이 더욱 좋은 환경에서 스트리밍을 하고, 더 많은 수익을 창출할 수 있는 에코시스템을 구축하는 것이 가장 큰 목표"라고 설명했다.

## 스폰서
- Twitch TEKKEN CRASH - 4년만에 부활한 철권리그의 9번째이자 SPOTV 게임즈의 첫 방송으로 진행하여 영어 중계까지 도입한 최초의 대회이다.

## 같이 보기
- 스트리머